# Sierra de Santa Victoria

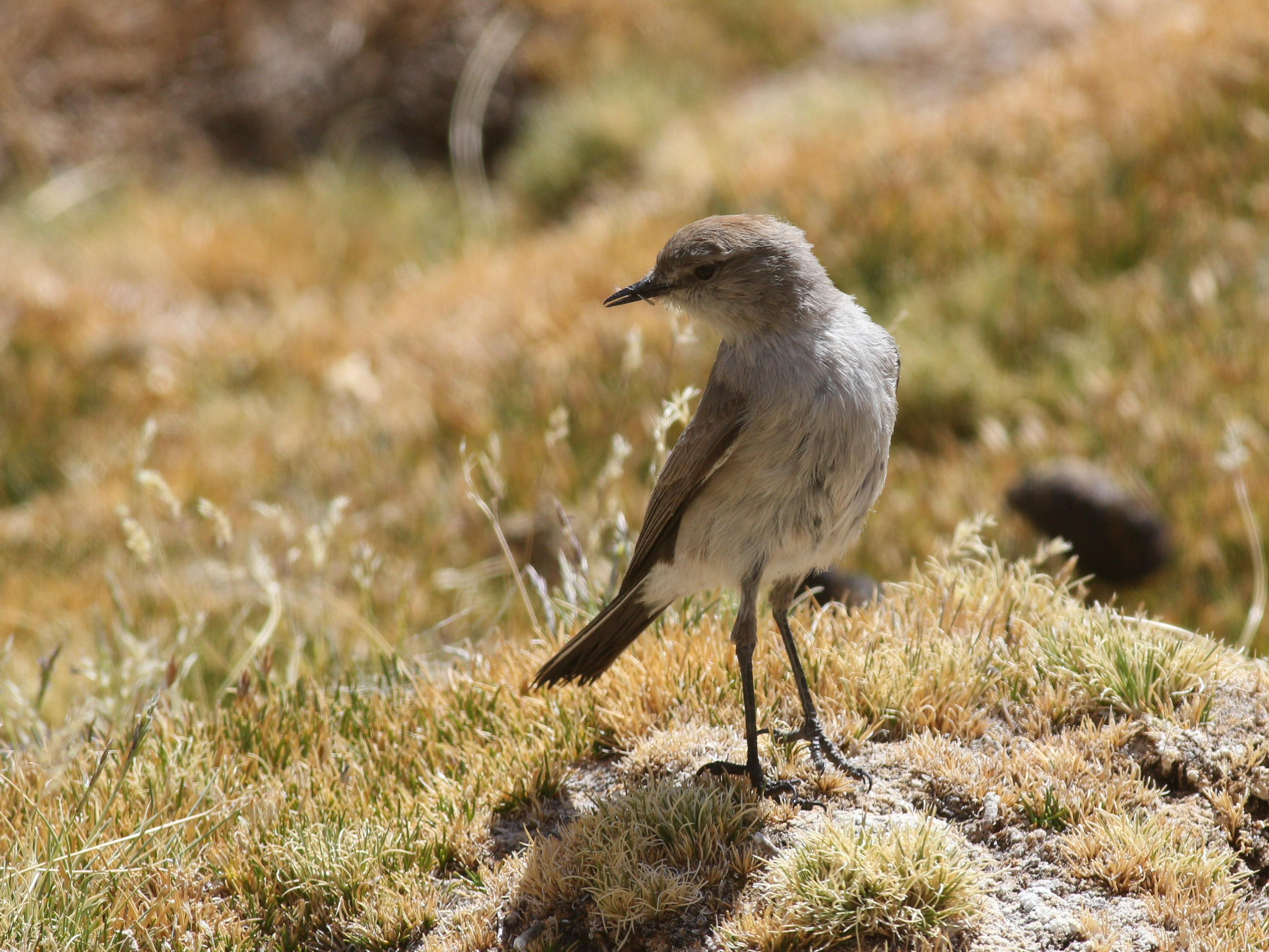
Ejemplar de Dormilona puneña, especie que habita en la zona de la Sierra de Santa Victoria.

La sierra de Santa Victoria es una formación montañosa en la zona norte de la provincia de Salta, en el norte de Argentina, próximo a la frontera con Bolivia. La sierra que discurre en dirección sur-norte posee una altura de unos 5000 m s. n. m.
Entre sus cumbres se destacan el Cerro Azul, Cerro Potrero, Cerro Condor.

## Aves
Entre las especies de aves que moran la región se cuentan: el Chorlito de Vincha, Agachona de Collar y Dormilona Puneña.